# Кутуші
Кутуші́ (рос. Кутуши) — село у складі Курманаєвського району Оренбурзької області, Росія.

## Населення
Населення — 614 осіб (2010; 680 у 2002).
Національний склад (станом на 2002 рік):
- росіяни — 95 %